# Chaîne de la Selle
La chaîne de la Selle est un massif montagneux situé au sud d'Haïti. Elle culmine à 2 680 mètres d'altitude au sommet du pic la Selle et s'étend jusqu'en République dominicaine sous la dénomination de chaîne de Baoruco dans la province dominicaine de Baoruco.
La chaîne se compose d'un plateau calcaire au nord qui est profondément entaillé vers le sud par des ravines et des gorges creusées par les rivières.
Ce massif est encore couvert de forêt malgré la déforestation. Parmi les essences naturelles pousse le Pin d'Hispaniola.

## Protection environnementale

### Parc national
En 1983, le parc national La Visite fut créé pour protéger la biodiversité de flore et de la faune mise en péril dans ce milieu montagnard. 

### Réserve de biosphère
En 2012, la Selle fait l'objet d'une reconnaissance de l'Unesco au titre de réserve de biosphère. En juin 2017, la réserve de biosphère devient transfrontalière en partenariat avec la République dominicaine sous l’appellation La Selle/Jaragua-Bahoruco-Enriquillo.